# Humboldtia decurrens
Humboldtia decurrens là một loài loài thực vật họ Đậu (Fabaceae).

## Phân bố
Loài này chỉ có ở Ấn Độ thuộc khu vực miền nam của Tây Ghats, từ khu vực đồi Anamalai tới dãy Travancore

## Môi trường sống
Chúng thường sống ở các khu rừng thường xanh có độ cao thấp tới trung bình.